# Bergkloster (Worms)
Das Bergkloster in Worms war zuletzt ein Dominikanerinnenkloster in Worms, das 1802 säkularisiert wurde. Durch verschiedene Nachnutzungen des Areals ist baulich davon nichts mehr erhalten. Das Bergkloster ist nicht zu verwechseln mit der Bergkirche in Worms-Hochheim.

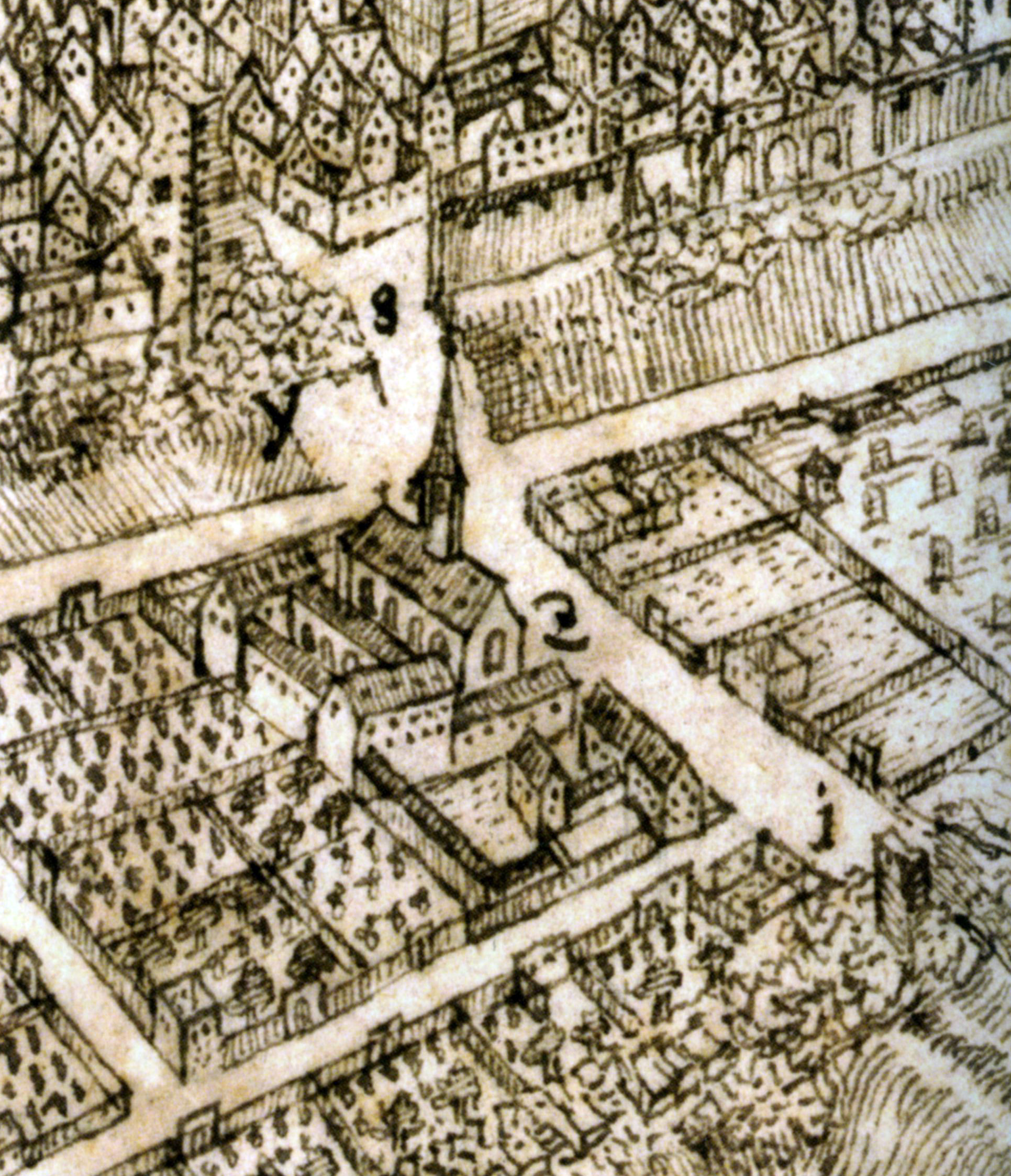
Bergkloster von Nordwesten, 1690

## Geografische Lage

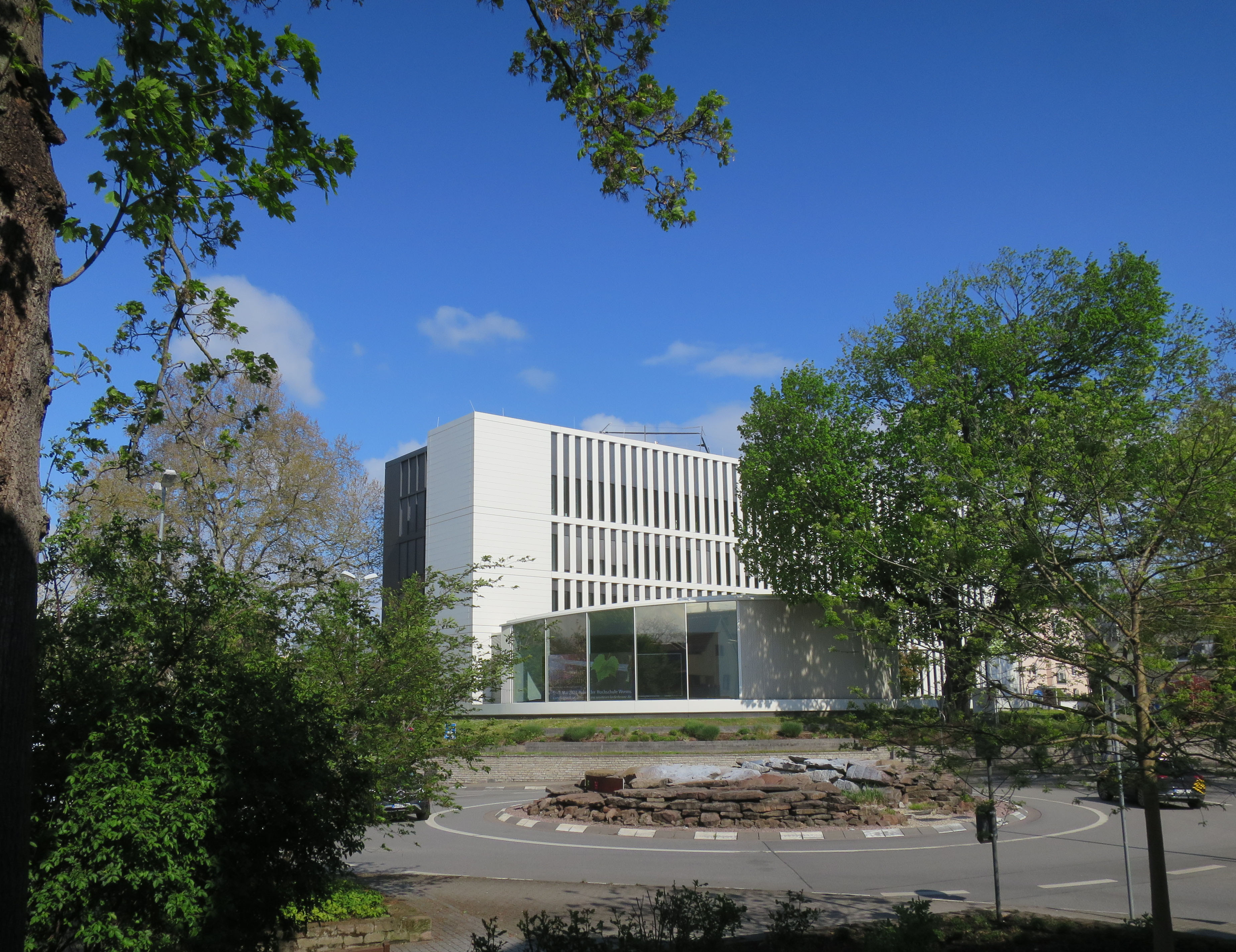
Ehemaliger Standort des Bergklosters, heute: Verwaltungsgebäude der EWR

Das Kloster lag vor dem Andreastor der (inneren) Stadtbefestigung Worms, also an der alten, schon in römischer Zeit bestehenden Fernstraße nach Westen, Richtung Alzey. Südlich davon erstreckte sich der jüdische Friedhof. Das Klostergebäude lag auf dem Gelände, das heute das Verwaltungsgebäude der EWR AG einnimmt, an der Westseite der mittelalterlichen Stadt: sancti Andree de monte in suburbio Wormaciensi. Das Klostergelände erstreckte sich zwischen der heutigen Andreasstraße, dem Lutherring, der Berggartenstraße und der Rathenaustraße.
Die Bezeichnung „Bergkloster“ rührt daher, dass entlang der Ostseite der Stadt der Rhein fließt, das Gelände auf der Westseite also anstieg, es also „bergauf“ ging, und hier zudem ein Hügel lag. Von dieser topografischen Situation ist heute nur noch wenig zu merken.

## Geschichte

### Stift
Zu einem unbekannten Zeitpunkt im Früh- oder Hochmittelalter wurde an der Stelle, an der sich später das Bergkloster befand, das Andreasstift gegründet. Es war eines von fünf Stiften in Worms. An seiner Spitze stand ein Propst. Über die Einrichtung ist sonst nicht viel bekannt, da das Stift erst kurz vor dem Verlegen seines Sitzes aus dem Bereich vor den Mauern in die Stadt hinein (um 1020) dokumentiert ist: Die älteste erhaltene Erwähnung stammt aus einer Urkunde von 1016. Die Lebensbeschreibung Bischof Burchard I. von Worms reklamiert den Vorgang als Sanierung einer heruntergekommenen Einrichtung. Aus diesem Neuanfang wurde das „moderne“ Andreasstift in Worms. Im Bereich des Bergklosters stand deshalb eine dem Apostel Andreas geweihte Kirche, in der auch einige Bischöfe von Worms begraben worden sein sollen. Die Kirche hieß – um sie von der „neuen“ Andreaskirche innerhalb des Mauerrings unterscheiden zu können, nun sancti Andreae extra muros. Nach dem Umzug des Stifts in die Stadt befand sich das Gelände in der Verfügungsgewalt des Bischofs, die Kirche diente als Pfarrkirche.

### Dominikaner
1226 ließen sich Dominikaner in der Stadt Worms nieder. Deren Kloster befand sich in der Sattlergasse. 1231 schlossen sie zwei Verträge mit Bischof Heinrich II., die auch einen Grundstückstausch beinhalteten: Der Bischof übertrug ihnen das Bergkloster, die Dominikaner dem Bischof ihre Liegenschaften in der Stadt. Das Projekt aber zerschlug sich, die Dominikaner verblieben innerhalb der Stadt.

### Reuerinnen
1243 überließ das Andreasstift die Anlage des Bergklosters den Magdalenerinnen (Reuerinnen), die zuvor in einem Haus in der Stadt an heute unbekannter Stelle ihren Konvent hatten. Als Gründer des Ordens gilt Rudolf von Worms, Hildesheimer Stiftsherr und Kaplan des Kardinals Konrad von Urach. Rudolf von Worms etablierte 1226 in Worms ein Haus als Kloster für die Magdalenerinnen. Mit den Magdalenerinnen trat – zu einem unbekannten Zeitpunkt – das Patrozinium der heiligen Maria Magdalena für die Kirche des Bergklosters hinzu. Zur Kirche gehörte auch ein Friedhof, auf dem ein Bestattungsrecht für die Angehörigen der Gemeinde von St. Magnus bestand.
Die Nonnen stammten – soweit das überhaupt belegbar ist – überwiegend aus bürgerlichen Familien, vor allem aus Worms, aber auch aus umliegenden Gemeinden. Eine Reihe von ihnen sind namentlich bekannt. Der Prior des Klosters nahm zugleich die Funktion des Priesters für die zur Kirche gehörende Pfarrgemeinde wahr. Das Kloster prosperierte und errichtete in der zweiten Hälfte des 1260er Jahren eine Klausur auf dem Gelände. Kurz darauf aber geriet der Orden in eine Krise, was an vielen Orten sogar zur Aufgabe von Klöstern führte, in Worms aber 1286 zur Unterstellung unter und 1287 zur Inkorporation in den Dominikanerorden führte. Aber bereits 1291 restituierte Papst Nikolaus IV. den Orden wieder. Der Wormser Prior, Heinrich von Siegen († 1320), wurde zum Generalpropst des Ordens gewählt und nach seinem Tod im Kloster bestattet.
Ab dem Ende des 14. Jahrhunderts nahm der Einfluss der Dominikaner erneut zu, die das Kloster ab 1390 wieder betreuen. Auch sollen im 15. Jahrhundert die Prioren durch den Dominikanerorden eingesetzt worden sein. Allerdings ist die Quellenlage diesbezüglich unklar. Im Spätjahr 1479 kam es zu einer Reform des Klosters, was sowohl das Spirituelle als auch dessen Wirtschaftsführung betraf. Beteiligt daran waren Bischof Reinhard I. von Worms und Schwestern aus den Reuerinnenkloster in Straßburg.
An der Wende vom 15. zum 16. Jahrhundert gelangte die Vogtei des Klosters an die Stadt Worms. Diese versuchte in der Folge der Reformation – die Bevölkerung der Stadt wurde weitgehend lutherisch – während des gesamten 16. Jahrhunderts wiederholt, das Kloster zu ihren Gunsten zu säkularisieren. Die Nonnen leisteten Widerstand, appellierten an Kaiser Karl V., Reichshofrat und Reichskammergericht intervenierten, ebenso die Bischöfe Dietrich von Bettendorf und Georg von Schönenberg. Die Stadt versuchte sich in den Besitz von mobilem Eigentum des Klosters zu setzen und beschlagnahmte dessen Archiv. Letztendlich musste sie das Vorhaben aber doch aufgeben – es verstieß zu offenkundig gegen den Augsburger Religionsfrieden von 1555.
Die Reformation förderte in der nun gemischtkonfessionellen Stadt weitere Konflikte: Die Angehörigen der – nun lutherischen – Magnusgemeinde besaßen das verbriefte Recht, sich auf dem Friedhof des Bergklosters bestatten lassen zu dürfen. Daran konnten auch die Reformation und die Reuerinnen nicht rühren. Letztere verboten allerdings den lutherischen Geistlichen, dort eine Leichenpredigt zu halten.

### Dominikanerinnenkloster
Die geistliche Betreuung des Klosters lag im 17. Jahrhundert in den Händen der Dominikaner. Während des Dreißigjährigen Kriegs wurde das Kloster zwar – vor allem in seinen auswärtigen Besitzungen – schwer geschädigt, die Nonnen blieben allerdings weiter im Kloster. Die Assimilation an den Dominikanerorden ging so weit, dass das Bergkloster als Dominikanerinnenkloster geführt wurde und auch die Nonnen selbst sich als solche bezeichneten. Formal und offiziell scheint das aber nie vollzogen worden zu sein. In der Praxis lagen die Aufsicht und Jurisdiktion über das Kloster beim Bischof von Worms, der Aufsicht über die Klausur, Bestätigung der Priorinnen und Amtsenthebung von Funktionsträgerinnen durchführte. Diese Rechte hatte der Bischof vom Generalpropst des Magdalenen-Ordens übernommen, ein Amt das zuletzt 1562 belegt ist. Eine Zugehörigkeit des Bergklosters zum Magdalenen-Orden ist letztmals 1629 erwähnt. Das Verhältnis zwischen Nonnen und Dominikanern war aber nicht spannungsfrei. Sie warfen den Dominikanern Pflichtvernachlässigung vor und bemühten sich um geistlichen Beistand der Jesuiten.
Die Klosteranlage blieb bei der planmäßigen Zerstörung der Stadt Worms im Pfälzischen Erbfolgekrieg verschont, nicht aber dessen Immobilienbesitz in der Stadt und im ebenfalls zerstörten Rheindürkheim. Der folgende Geldmangel erstreckte sich bis weit ins 18. Jahrhundert hinein: Bauarbeiten am Kloster konnten nicht abgeschlossen werden, wodurch die Klausur nicht den Vorschriften entsprach. Auch mit der Stadt wurde zäh um Abgaben prozessiert, wobei das Kloster von Kurmainz und Kurpfalz gegen die Stadt unterstützt wurde. Das Wirtschaften des Klosters scheint in der Mitte des 18. Jahrhunderts mangelhaft gewesen zu sein. Mehrfach beanstandeten Visitatoren eine völlig unzureichende Buchführung. Auch die Absetzung der Priorin Maria Josepha Kalder brachte keine Besserung, so dass der kaiserliche Notar Peter Friedrich Schnell 1763 zum Schaffner (Wirtschaftsverwalter) eingesetzt wurde. Auch 1776 war in dieser Funktion noch ein externer Kommissar tätig. Das Kloster hatte 1777 Schulden von mehr als 6000 Gulden. Nach diesem Tiefpunkt scheint sich die wirtschaftliche Lage gebessert zu haben: Die letzte Klosterrechnung von 1802 weist einen Überschuss aus.
Den wirtschaftlichen Schwierigkeiten im 18. Jahrhundert korrespondierte eine nachlässige Disziplin, Verstöße gegen die Klausur, Schweigegebot und Bekleidungsvorschriften, Nachlässigkeit beim Chorgebet und Intrigen. Im Konvent gab es zwei Fraktionen, die sich – stadtbekannt – befehdeten. Der Priorin Antonia Müller wurde ein Alkoholproblem vorgeworfen, außerdem habe sie Tanzen, Spielen und Küssen erlaubt. Alle seitens der bischöflichen Aufsicht getroffene Anordnungen – einschließlich einer neuen Klosterordnung – änderten an den Zuständen nichts.

### Ende
In den Revolutionskriegen wechselte die Besatzung in Worms mehrfach. Die preußischen Besatzer brachten im Kloster ein Lazarett unter, Franzosen und Österreicher zogen auch vom Kloster Kontributionen ein. Die französische Besatzung endete 1797 mit dem Frieden von Campo Formio in der Annexion auch von Worms durch Frankreich. Schrittweise wurde den 10 verbliebenen Nonnen die Verfügungsgewalt über das Vermögen des Klosters entzogen und das Kloster schließlich mit dem Säkularisierungsdekret vom 22. Juli 1802 aufgelöst. Zwei Nonnen, die im Linksrheinischen geboren waren, erhielten eine kleine Abfindung, die übrigen acht wurden über den Rhein ausgewiesen. Sie erhielten letztendlich eine Rente aus einem im Rechtsrheinischen gelegenen Gut bei Lampertheim.
1935 unternahm Friedrich Maria Illert eine archäologische Ausgrabung im Bereich des ehemaligen Chores der Kirche des Bergklosters, deren Ergebnisse aber wohl nie publiziert wurden.

## Organisation
Für das Amt der Priorin (auch als „magistra“ bezeichnet) liegt der älteste Nachweis in dem Reuerinnen-Kloster für 1255 vor. Es ist also davon auszugehen, dass dieses Amt von Anfang an bestand. Ab 1309 sind eine Reihe von ihnen auch namentlich bekannt. Gleiches gilt für die Subpriorin. Die Priorin wurde von den Mitgliedern des Konvents und dem mit zwei Stimmen ausgestatteten Vertreter des Bischofs gewählt. Der Bischof musste die Wahl bestätigen.
Ein Propst, der die Schwestern geistlich betreute, und gleichzeitig die Funktion eines Gemeindepfarrers für die zur (alten) Andreas-Kirche gehörende Pfarrgemeinde wahrnahm ist von Anfang an, ab 1243, belegt. Spätestens ab dem Ende des 14. Jahrhunderts nahmen die Aufgabe Weltgeistliche wahr. Auch von ihnen ist eine Reihe namentlich bekannt. Die Pfarrgemeinde, die zur (alten) Andreas-Kirche gehörte, ging in der Reformation unter.
Ein weltlicher Prokurator (Schaffner) nahm die wirtschaftlichen und rechtlichen Interessen des Klosters wahr. Ab dem 16. Jahrhundert setzte die Stadt sie ein. Auch von ihnen ist eine Reihe namentlich bekannt, ebenso eine der Schwestern, die dieses Amt bekleidete.
Spätestens seit dem 14. Jahrhundert hatten die Schwestern das Bürgerrecht der Stadt Worms.

## Klostergut
Das Kloster besaß neben der Klosteranlage Immobilien in Worms und zahlreiche Güter in der näheren Umgebung. Nur wenig Klosterbesitz befand sich weiter abgelegen in Heidelberg, Eckersweiler, Odenheim und Neustadt und rechtsrheinisch in Lampertheim.

## Gebäude

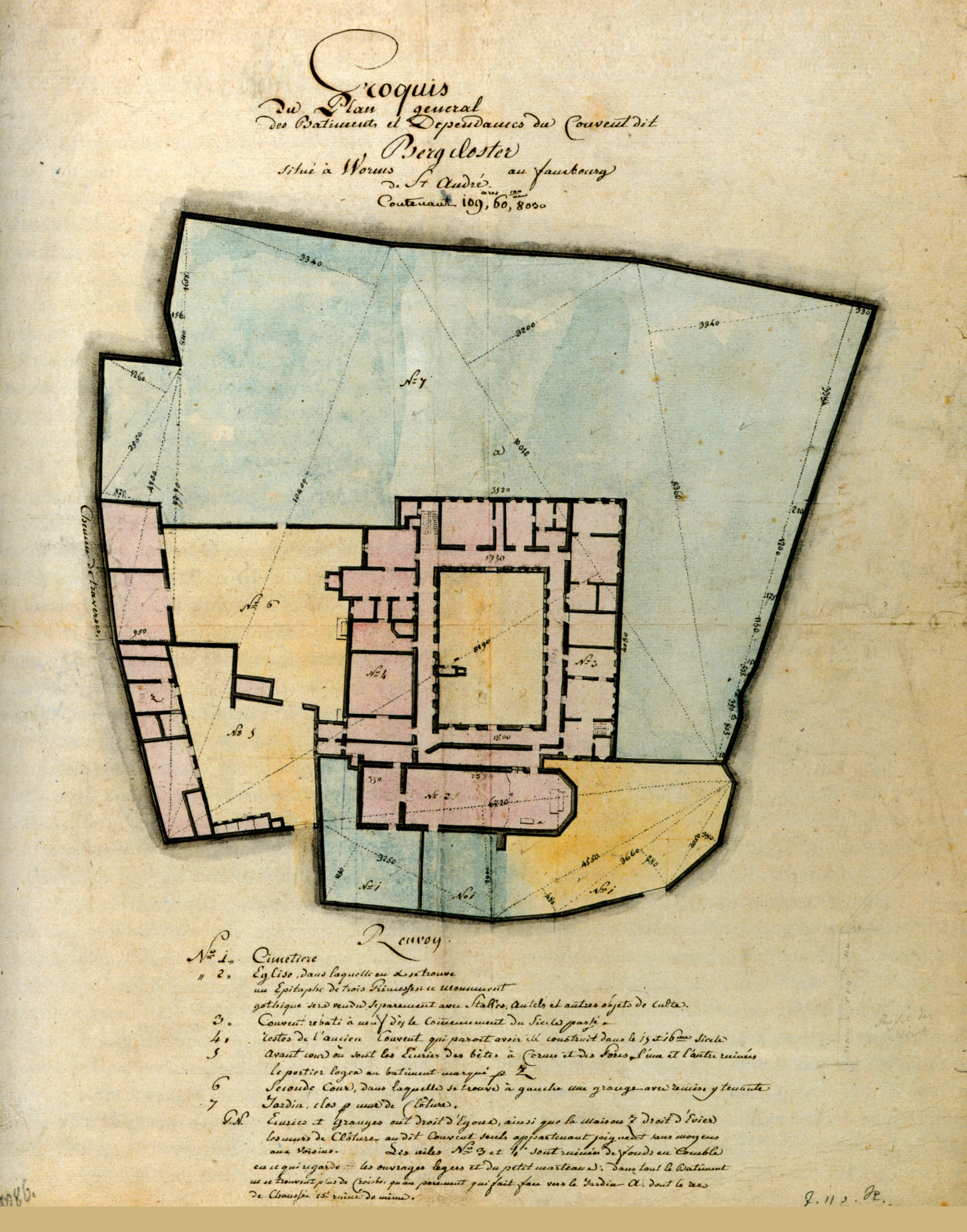
Plan des Bergklosters, 1803

### Ursprüngliche Klosteranlage
Das Kloster bestand aus der Klausur, die um einen Kreuzgang herum angeordnet war, südlich davon lag die Kirche. Am östlichen Rand des Klostergeländes stand als Kurie das „Grabenhaus“, Wohnung für Propst oder Pfarrer, der für die Kirche verantwortlich war. Es wurde 1763 abgebrochen. Im westlichen Bereich standen noch Wirtschaftsgebäude, zu denen seit dem 15. Jahrhundert auch ein Backhaus gehörte.

### Kirche
Die Kirche war ein einschiffiges Bauwerk mit Fünfachtelschluss und einem westlichen Vorbau. Sie stammte im Wesentlichen aus dem 13. Jahrhundert. Im Chorbereich bestand von Norden ein Zugang von der Klausur. Laien konnten die Kirche von Süden, über den Friedhof, oder von Westen, durch den Vorbau, betreten. Besonders groß war die Nonnenempore, die sich über die westlichen zwei Drittel des Kirchenschiffs erstreckte. Als Kirchturm diente ein Dachreiter.
An Altären überliefert sind:
- Hochaltar, der im 18. Jahrhundert Maria Magdalena geweiht war,
- Marienaltar,
- St. Alban-Altar und
- Katharinenaltar.

Die Altäre erhielten im 18. Jahrhundert eine damals moderne, barocke Gestaltung. Der ursprüngliche, dem Apostel Andreas geweihte Altar wurde vermutlich mit dem Umzug der Stiftsherren in das neue Andreasstift um 1020 nach dort transloziert.

### Nachnutzung

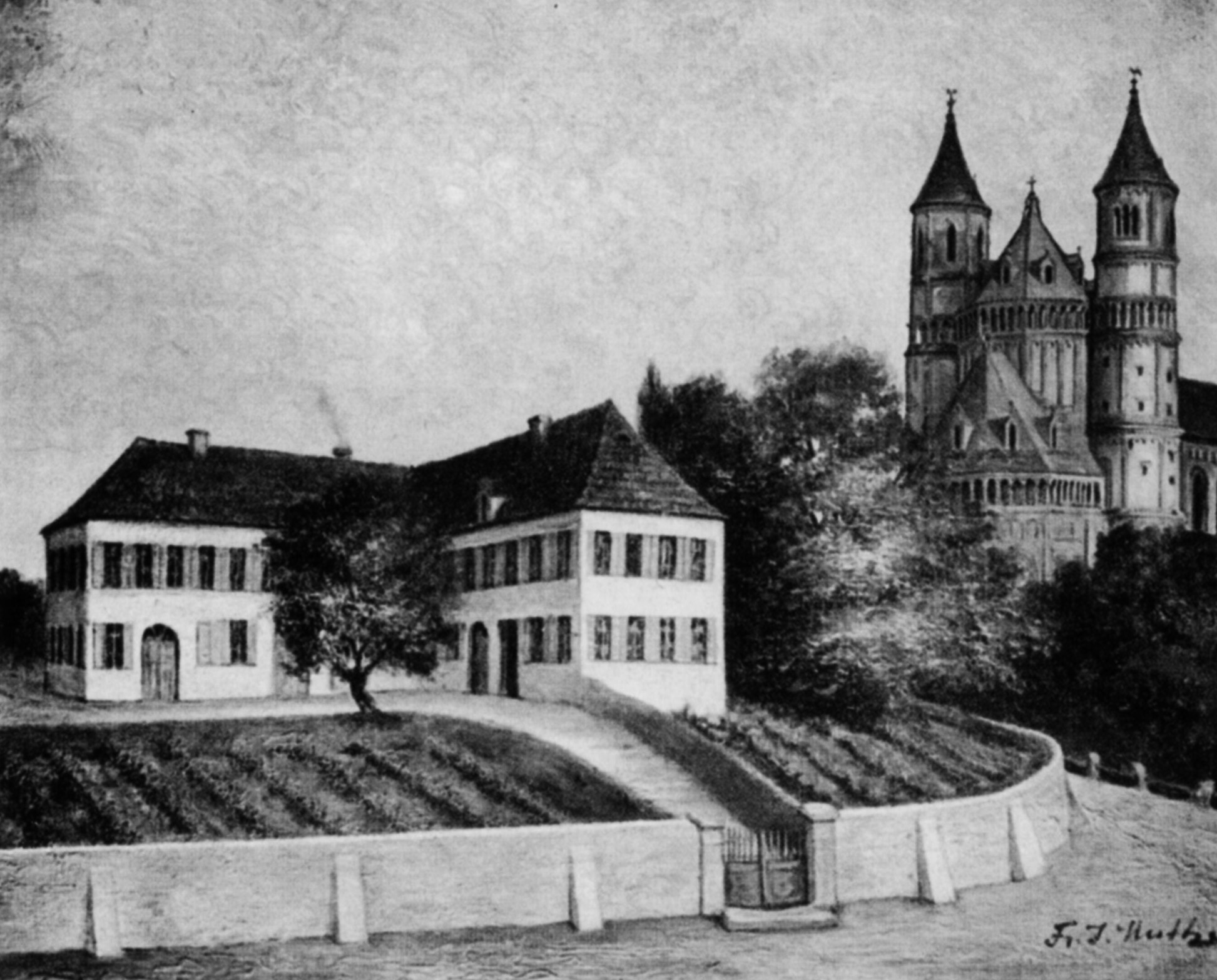
Verbliebener Nord- und Ostflügel der Klausur nach dem Abbruch der übrigen Anlage, Mitte 19. Jh.

1803 versteigerte der Staat die Klosteranlage für 10.150 Francs an einen Mainzer Bürger, der noch im gleichen Jahr eine Abbruchgenehmigung für die dort stehenden Gebäude erhielt, die er in den nächsten Jahren auch weitgehend umsetzte. Erhalten blieben zunächst der östliche und nördliche Klausurflügel. In der Folge wurde das Gelände für einen landwirtschaftlichen Betrieb genutzt.
Johann Valentin Jungbluth, der eine „Zichorien-Kaffeesurrogat-Fabrik“ betrieb, verlagerte seine Produktion nach 1845 vollständig auf das Gelände des Bergklosters und nutzte dabei auch die beiden verbliebenen Gebäudeflügel. Die dort betriebene Fabrik brannte im Juni 1856 zum ersten Mal. Im Oktober 1872 ging das Unternehmen an die Fabrikanten Julius Diller und August Pfeiffer über. Im Januar 1873 brannte die Fabrik erneut und diesmal komplett aus. Der Wiederaufbau erfolgte in Worms-Horchheim, das Gelände des ehemaligen Bergklosters kaufte Nikolaus Andreas Reinhart und errichtete dort seine Villa Bergkloster. Dort war in der Zwischenkriegszeit die Stadtbibliothek Worms untergebracht. Das Gebäude wurde bei einem Luftangriff auf Worms im Zweiten Weltkrieg stark beschädigt und anschließend abgerissen. Die EWR AG kaufte das Grundstück 1960 und eröffnete dort 1961 ihr zentrales Verwaltungsgebäude.

### Relikte

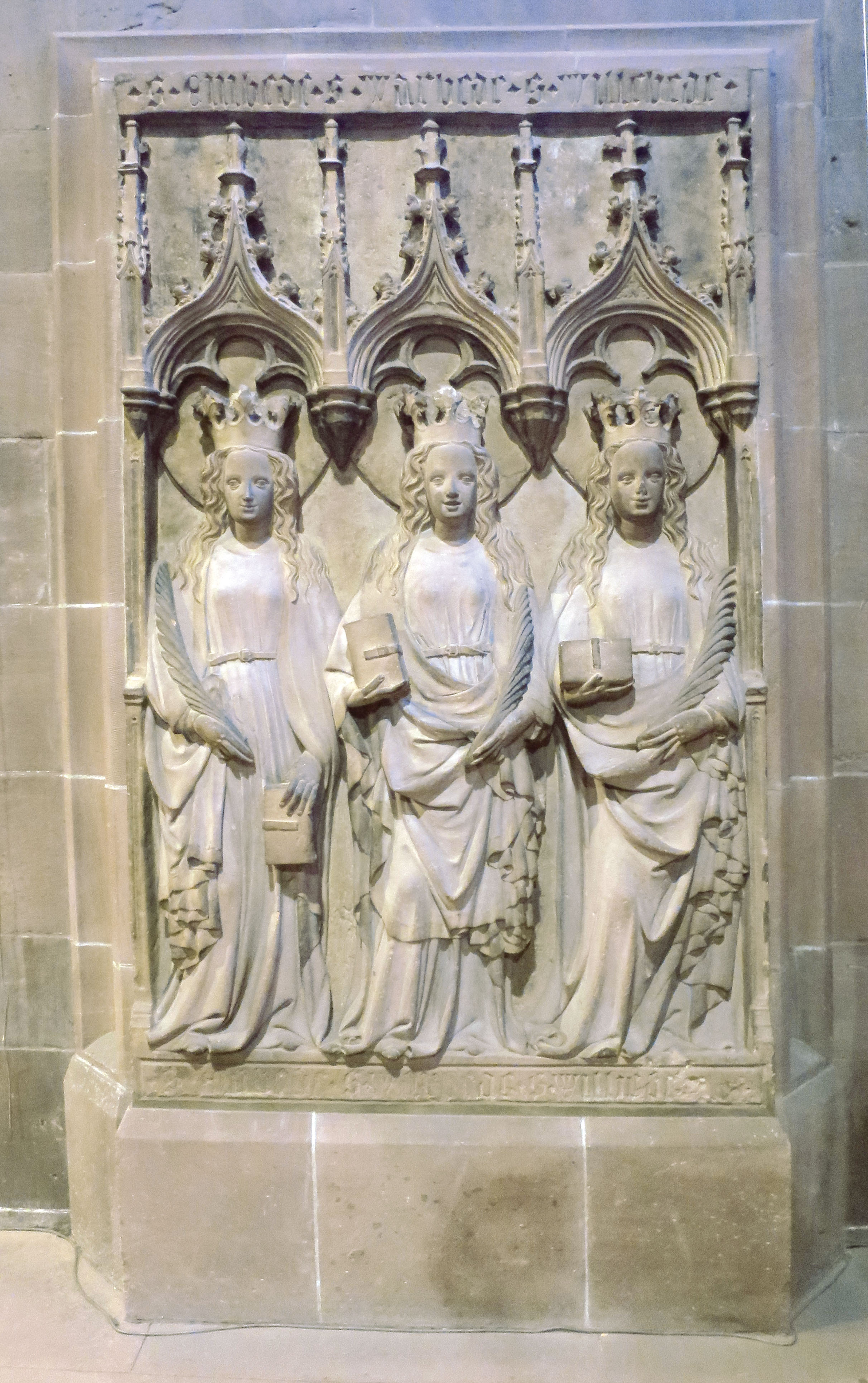
Dreijungfrauenstein

Baulich ist vom Kloster fast nichts mehr vorhanden. Ein korinthisches Kapitell kam zusammen mit weiteren, aber nicht aufbewahrten, „romanischen Fragmenten“ beim Aushub der Fundamentgräben für die Villa Bergkloster 1874 zu Tage und befindet sich heute im Museum der Stadt Worms.
Der Grabstein für einen Aldualuhi aus dem 8. Jahrhundert war im 18. Jahrhundert in einer Wand der Kirche vermauert. Dessen Herkunft ist allerdings völlig unklar. Heute befindet er sich in der Sammlung des Landesmuseums Mainz.
Ein gotischer Dreijungfrauenstein (auch: „Bedenstein“) mit annähernd lebensgroßen Figuren steht heute in der Nikolauskapelle des Wormser Doms. Er wurde vor 1834 dort hingebracht. Die drei gekrönten Jungfrauen halten je ein Buch und einen Palmzweig, Zeichen ihrer Märtyrerschaft. Die Inschriften benennen sie als heilige Embede, heilige Warbede und heilige Willebede. Die Bildhauerarbeit stammt aus dem ersten Drittel des 15. Jahrhunderts. In der Klosterkirche war der Stein wohl Teil eines Kenotaphs.

### Weitere Besonderheiten
Eine Grabplatte für Bischof Bernhar von Worms († 826) ist nur durch eine Abbildung aus dem 18. Jahrhundert überliefert, die allerdings eine Grabplatte aus dem 13. oder 14. Jahrhundert zeigt. Es ist deshalb unsicher, ob er hier beerdigt ist, eine Verwechslung vorliegt oder es sich um ein Scheingrabmal handelt.
Grabplatten für einen König Vitalis und einer Königin Placidia – gemeint sind vermutlich Kaiser Valentinian III. und seine Mutter, Galla Placidia – befanden sich in der Klosterkirche. Beide wurden jedoch in Rom bestattet. Auch diese beiden Grabplatten sind nur von einer Abbildung aus dem 18. Jahrhundert überliefert.
Bei diesen letzterwähnten Grabmälern handelt es sich mit hoher Wahrscheinlichkeit um „Scheingrabmäler“, die die Attraktivität der Kirche und die Spendenbereitschaft ihrer Besucher erhöhen sollten.